# ك. إي. مكينتوش
ك. إي. مكينتوش (بالإنجليزية: C. E. McIntosh)‏ هو سياسي أمريكي، ولد في 13 أبريل 1838 في كندا، وتوفي في 26 يوليو 1915. انتخب عضو جمعية ولاية ويسكونسن.